# Alfred Rieche
Friedrich Robert Alfred Rieche (* 28. April 1902 in Dortmund; † 6. November 2001 in Berlin) war ein deutscher Chemiker in der Großindustrie und Professor für Technische Chemie an den Universitäten in Leipzig, Halle (Saale), Jena und Berlin sowie an der Deutschen Akademie der Wissenschaften zu Berlin (DAW).

## Leben und Werk
Alfred Rieche war der Sohn des promovierten Chemikers Karl Louis Berthold Alfred Rieche (1868–1929) und dessen Ehefrau, der Lehrerin Margarete Julie Fanny (Grete) Rieche, geb. Baum (1880–1904). Die Familie übersiedelte 1903 von Dortmund nach Bernburg (Saale), wo der Vater eine eigene pharmazeutische Fabrik gründete; nach dessen Tod wurde die „Dr. A. Rieche & Co. GmbH“, bekannt geworden durch das Produkt „Peptoman Rieche“, von seinem jüngeren Bruder, dem Apotheker Walter Rieche, weitergeführt.
Auf Wunsch des Vaters besuchte Rieche nach dreijähriger Vorschule zunächst das Bernburger humanistische Gymnasium, wechselte dann aber zum Karls-Realgymnasium. Er studierte ab 1921 an der Universität Greifswald Chemie und wurde 1925 als akademischer Schüler von Rudolf Pummerer an der Universität Erlangen mit der Arbeit Über einwertigen Sauerstoff zum Dr. phil. promoviert.
1933 wechselte Rieche in die chemische Großindustrie zur I.G. Farben in Wolfen. Am 29. Mai 1937 beantragte er die Aufnahme in die NSDAP und wurde rückwirkend zum 1. Mai desselben Jahres aufgenommen (Mitgliedsnummer 4.344.130). Im selben Jahr wurde er zusätzlich außerplanmäßiger Professor an der Universität Leipzig. 1938 wurde er zum wissenschaftlichen Leiter der I.G.-Farben-Fabrik in Wolfen ernannt.
Nach dem Zweiten Weltkrieg arbeitete er zunächst bis 1951 in der UdSSR und richtete dort eine Fabrik für Farbstoff-Zwischenprodukte ein. Er kehrte dann nach Wolfen zurück und übte zugleich einen Lehrauftrag an der Universität Halle (Saale) aus. Von 1952 bis 1967 übernahm er einen Lehrstuhl und wurde Direktor des Instituts für Technische Chemie an der Universität Jena, von 1954 bis 1968 war er Gründungsdirektor des Instituts für Organische Chemie der Deutschen Akademie der Wissenschaften zu Berlin, ab 1960 wirkte er zugleich auf dem Gebiet Technische Chemie an der Humboldt-Universität zu Berlin.

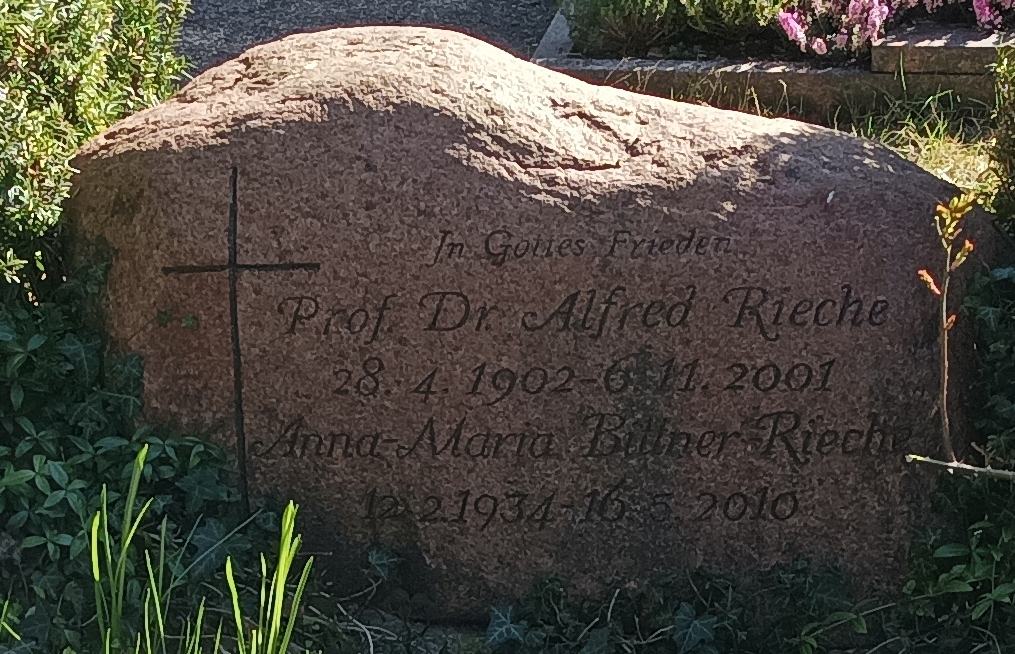
Grab von Alfred Rieche und seiner zweiten Ehefrau Anna-Maria Bittner-Rieche auf dem Friedhof in Ahrenshoop

Sein Arbeitsfeld waren zunächst besonders die Chemie der Peroxide und Radikale, später auch die Technische Chemie im Bereich der natürlichen Rohstoffe im Rahmen der Autarkiebestrebungen der nationalsozialistischen Machthaber. Dieses Forschungsgebiet konnte er unter den Bedingungen der DDR erfolgreich und international anerkannt fortführen.
Rieche war zweimal verheiratet, zunächst mit Elsa geb. Mundt (1905–1996), Tochter eines Färbermeisters, und danach mit Anna-Maria, geb. Bittner (1934–2010), Tochter eines Chemikers. Aus der ersten Ehe gingen zwei Töchter und ein Sohn hervor, die alle eine Laufbahn als Ärzte einschlugen. Alfred Rieche starb 2001 im Alter von 99 Jahren in Berlin. Sein Grab befindet sich auf dem Friedhof in Ahrenshoop.

## Mitgliedschaften
Rieche wurde 1956 korrespondierendes und 1959 ordentliches Mitglied der Deutschen Akademie der Wissenschaften zu Berlin. Weiterhin wurde er 1959 zum Mitglied der Gelehrtenakademie Leopoldina in Halle (Saale) gewählt. Seit 1964 war er korrespondierendes Mitglied der Heidelberger Akademie der Wissenschaften.

## Ehrungen (Auswahl)
- Adolf-von-Baeyer-Denkmünze der Gesellschaft Deutscher Chemiker,1957
- Nationalpreis der DDR II. Klasse, 1959
- Ehrendoktor (Dr. h. c.) der TH Hannover (1961), der Technischen Hochschule „Carl Schorlemmer“ Leuna-Merseburg (1961), der Universität Erlangen-Nürnberg (1966)
- August-Kekulé-Medaille der Chemischen Gesellschaft der DDR, 1962
- Vaterländischer Verdienstorden in Silber, 1962[5]